# Östra Eldslösa

Östra Eldslösa är en gård från medeltiden i Mjölby socken (nuvarande Mjölby kommun). Den bestod av 3  mantal.